# Henry Lytton
Sir Henry Lytton (Londres, 3 de gener de 1865 - Londres, 15 d'agost de 1936) fou un actor anglès i cantant que va ser el màxim exponent dels papers còmics en baríton de les òperes de Gilbert i Sullivan de la primera part del segle xx.
La seva carrera en les òperes Savoy amb la D'Oyly Carte Opera Company va durar 50 anys, i és l'única persona nomenat cavaller pels seus èxits com Gilbert i Sullivan artista intèrpret o executant.
Lytton començar la seva carrera cantant en operetes i obres de teatre, també fent treballs ocasionals en la dècada de 1880. La seva dona, Louie Henri, va actuar amb ell i el va ajudar a iniciar-se en el teatre, també actua com la seva música i mestra d'actuació. Lytton es va unir a la D'Oyly Carte Opera Company de gira el 1884 i, després de diverses gires, realitzat amb la companyia al Teatre Savoy de Londres el 1886 i 1887.
Després d'això, va treballar gairebé contínuament amb D'Oyly Carte en gira durant una dècada com a comediant principal, interpretant papers com Sir Joseph Porter en l'HMS Pinafore, el major general Stanley a The Pirates of Penzance i Ko Ko a The Mikado. Va tornar al Teatre Savoy 1897-1903, on va crear una sèrie de funcions i va jugar una gran varietat de papers amb D'Oyly Carte, encara que no els papers principals de comediant.Quan la companyia D'Oyly Carte va deixar el Teatre Savoy el 1903, Lytton va deixar la companyia.
Va participar també en una sèrie d'exitoses comèdies musicals eduardianes durant els següents quatre anys, com ara El comte i la nena, Tant a l'interior, El Michus Little i Taylor Billee. També va actuar en el music hall. Durant les temporades de D'Oyly Carte repertori a Savoy entre 1906 i 1909, Lytton reingressar a la companyia, de nou tocant una varietat de papers, però no sobre tot el paper còmic principal. Del 1909 al 1934, Lytton efectuat una gira a Londres amb la companyia D'Oyly Carte Opera Company com el seu actor principal.
Lytton va morir a casa seva a Earls Court, Londres. Li va sobreviure Louie Henri (Lady Lytton), que va morir el 1947.